# آگاهی از برند

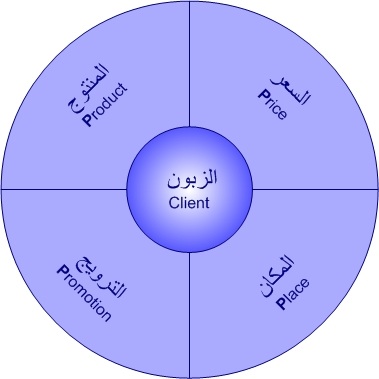
آگاهی از نام تجاری یا برند

آگاهی از نام تجاری یا برند (به انگلیسی: Brand awareness)به میزان اندازه ای است که مشتریان قادر به یادآوری یا تشخیص نام تجاری در شرایط مختلف از یک برند را گویند. آگاهی از نام تجاری یکی از دو بعد دانش برند است، یک مدل حافظه شبکه ای ایست.

## معرفی
آگاهی از نام تجاری یک ملاحظات کلیدی در رفتار مصرف‌کننده، مدیریت تبلیغات و مدیریت نام تجاری است. توانایی مصرف‌کننده در تشخیص یا فراخوانی یک نام تجاری در تصمیم‌گیری خرید است. خرید نمی‌تواند ادامه یابد مگر اینکه مصرف‌کننده ابتدا از یک دسته محصول و مارک موجود در آن دسته مطلع باشد. آگاهی لزوماً به این معنا نیست که مصرف‌کننده باید بتواند نام تجاری خاصی را به خاطر بسپارد، اما باید بتواند ویژگی‌های متمایز کننده کافی را برای ادامه خرید به خاطر آورد.
آگاهی از برند شامل دو جزء است: فراخوان نام تجاری و شناخت برند (به انگلیسی: brand recall and brand recognition). چندین مطالعه نشان داده‌اند که این دو مولفه به‌طور اساسی متفاوت عمل می‌کنند، زیرا یادآوری نام تجاری با بازیابی حافظه مرتبط است و تشخیص نام تجاری شامل تشخیص اشیاء و المان هاست. فراخوان نام تجاری و شناخت برند نقش مهمی در فرایند تصمیم‌گیری خرید مصرف‌کنندگان و ارتباطات بازاریابی ایفا می‌کنند. آگاهی از برند ارتباط تنگاتنگی با مفاهیمی مانند برانگیختگی و ملاحظات دارد که شامل برندهای خاصی است که مصرف‌کننده در تصمیم‌گیری خرید در نظر می‌گیرد. اعتقاد بر این است که مصرف‌کنندگان بین سه تا هفت مارک را در ذهن خود در طیف وسیعی از دسته‌بندی محصولات نگه می‌دارند. مصرف‌کنندگان معمولاً یکی از سه مارک برتر را که در ذهن خود دارند خریداری می‌کنند، زیرا مصرف‌کنندگان فقط مارک‌های آشنا و شناخته شده را خریداری کرده‌اند.
از آنجا که برندها در بازار جهانی شده در حال رقابت هستند، آگاهی از نام تجاری شاخص اصلی عملکرد رقابتی بازار در برند است. با توجه به اهمیت آگاهی از نام تجاری در تصمیمات خرید مصرف‌کنندگان، بازاریابان تعدادی معیار برای اندازه‌گیری آگاهی از نام تجاری و سایر اقدامات سلامت برند طراحی کرده‌اند. این معیارها در مجموع به عنوان معیارهای آگاهی، نگرش و استفاده (AAU) شناخته می‌شوند.
برای اطمینان از موفقیت یک محصول یا برند در بازار، سطوح آگاهی باید در کل چرخه عمر محصول - از عرضه محصول تا افت بازار، مدیریت شود. بسیاری از بازاریابان به‌طور مرتب سطوح آگاهی از نام تجاری را زیر نظر دارند و در صورت پایین آمدن آنها از یک آستانه از پیش تعیین شده، تلاش تبلیغاتی خود را تشدید می‌کنند تا زمانی که آگاهی به سطح مطلوب بازگردد.

## اهمیت آگاهی از برند
آگاهی از برند به عملکرد هویت برند در حافظه مصرف‌کنندگان مربوط می‌شود و می‌تواند با این که مصرف‌کنندگان چگونه می‌توانند برند را در شرایط مختلف تشخیص دهند، سنجیده شود. آگاهی از نام تجاری نقش مهمی در فرایند تصمیم‌گیری خرید مصرف‌کننده دارد. آگاهی قوی از برند می‌تواند پیش‌بینی کننده موفقیت برند باشد. آگاهی از نام تجاری توسط ارتباطات مربوط به نام تجاری آن مانند ارزیابی مصرف‌کنندگان از نام تجاری و کیفیت درک شده آنها از نام تجاری تقویت می‌شود. در نتیجه، برندها بر بهبود رضایت مشتری تمرکز می‌کنند و برای افزایش آگاهی از نام برند در میان مصرف‌کنندگان در تبلیغات سرمایه‌گذاری می‌کنند.
آگاهی از نام تجاری یک شاخص کلیدی برای عملکرد بازار یک برند است. برندهایی که در یک بازار جهانی شده رقابت می‌کنند در تبلیغات و توزیع جهانی سرمایه‌گذاری می‌کنند تا در جلب توجه و آگاهی مصرف‌کنندگان رقابت کنند. از آنجا که سرمایه‌داری و حمل و نقل جهانی به رفتار مصرف‌کننده کمک می‌کند، بسیاری از بازاریابان مرتباً سطوح آگاهی از برند را زیر نظر دارند. اگر این سطوح از یک آستانه از پیش تعیین شده پایین بیاید، تلاش تبلیغاتی و تبلیغاتی تشدید می‌شود تا زمانی که آگاهی به سطح مطلوب بازگردد. در برنامه‌ریزی بازاریابی و مدیریت نام تجاری، تعیین اهداف برای ارتقاء آگاهی از نام تجاری برای ایجاد انگیزه در مصرف‌کنندگان برای خرید محصولات یک برند تجاری مهم است.
آگاهی از برند یکی از دارایی‌های اصلی برند است که به محصول، خدمات یا شرکت ارزش می‌بخشد. سرمایه‌گذاری در ایجاد آگاهی از نام تجاری می‌تواند منجر به مزایای رقابتی پایدار شود، بنابراین منجر به ارزش بلند مدت می‌شود.

## ارزش ویژه برند
ارزش ویژه برند (به انگلیسی: Brand Equity) عبارت است از مجموع دارایی‌ها و بدهی‌های مربوط به یک نام تجاری، نام و نشان آن، و شباهت‌ها یا تفاوت آن ارزشی است که توسط محصول یا خدمات یا شرکت به مشتریان شرکت ارائه می‌شود. برای اینکه دارایی‌ها و بدهی‌ها بر ارزش ویژه نام تجاری تأثیر داشته باشند، باید با نام یا نشان تجاری آن مرتبط باشند. اگر نام یا نشان تجاری برند تغییر کند، می‌تواند بر دارایی‌ها و بدهی‌های نام تجاری تأثیر مثبت یا منفی بگذارد و برخی از آنها به نام و نشان جدید منتقل شود. ارزش ویژه برند بر دارایی‌ها و بدهی‌ها قرار دارد و می‌تواند از عوامل به عواملی دیگر مانند وفاداری به نام تجاری یا برند، آگاهی از نام تجاری یا برند، نحوه درک مشتری از کیفیت یک نام تجاری و سایر دارایی‌های اختصاصی مانند ثبت اختراع و علامت تجاری متفاوت باشد.

## انواع آگاهی از برند
آگاهی از نام تجاری به دو بخش تقسیم می‌شود: فراخوان نام تجاری یا یاداوری برند (برند ریکال) (به انگلیسی: brand recall) (همچنین به عنوان فراخوان بدون کمک یا گاه به گاه خود به خود شناخته می‌شود) و تشخیص برند یا بازشناسی برند یا شناخت برند (برند ریکاگنیشن) (به انگلیسی: brand recognition) (همچنین به عنوان فراخوان نام تجاری کمک شده نیز شناخته می‌شود). این نوع آگاهی‌ها به روش‌های کاملاً متفاوتی با پیامدهای مهم در استراتژی بازاریابی و تبلیغات عمل می‌کنند.

### یاداوری برند (برند ریکال)
یادآوری برند نیز به عنوان فراخوان بدون کمک یا un Aided یا فراخوان خودجوش شناخته می‌شود و به توانایی مصرف‌کننده در تشخیص صحیح یک نام تجاری از حافظه در هنگام ایجاد یک دسته محصول اشاره می‌کند. هنگامی که مصرف‌کننده در مورد یک گروه محصول پرسیده می‌شود، اکثر مصرف‌کنندگان فقط می‌توانند مجموعه ای نسبتاً کوچک از مارک‌ها را به یاد آورند، معمولاً حدود ۳–۵ نام تجاری. در آزمایش‌ها مصرف‌کننده، تعداد کمی از مصرف‌کنندگان می‌توانند بیش از هفت نام تجاری را در یک گروه معین به خاطر بیاورند و برای دسته‌بندی محصولات کم بهره، اکثر مصرف‌کنندگان فقط می‌توانند یک یا دو نام تجاری را به خاطر بیاورند.
تحقیقات نشان می‌دهد که تعداد مارک‌هایی که مصرف‌کنندگان می‌توانند به یاد بیاورند تحت تأثیر عوامل فردی و محصول قرار می‌گیرد، از جمله؛ وفاداری به نام تجاری، دانش برند، عوامل موقعیتی و سطح تحصیلات. به عنوان مثال، مصرف‌کنندگانی که در زمینه کالا یا نام تجاری خاصی تجربه دارند، ممکن است بتوانند مجموعه کمی بزرگتری از نام‌های تجاری را نسبت به افرادی که تجربه کمتری در یک گروه یا مارک محصول معین ندارند، به خاطر بیاورند.

### شناخت برند (برند ریکاگنیشن)
بررسی می‌کند که آیا مخاطب قدرت تشخیص برند در زمان مواجهه با آن را دارد یا خیر. به مخاطب کمک می‌شود که برند را به خاطر آورد. در این روش، یا ویژگی‌های ظاهری برند (لوگو، رنگ برند، بسته‌بندی و …) نمایش داده می‌شود یا ویژگی‌های کلامی. این روش را یادآوری هدایت شده یا Aided Recall هم می‌گویند. این موضوع را در ذهن داشته باشید که قدرت یادآوری برند، بیشتر از شناخت برند است.

### آگاهی بالای ذهن یا ملکه ذهن به اختصار TOM
مصرف‌کنندگان به‌طور معمول یکی از سه برند برتر در ذهن خود را خریداری می‌کنند. این به عنوان آگاهی بالای ذهنی یا تاپ اف مایند شناخته می‌شود.
اگر در سؤال یادآوری برند، اولین گزینه‌ای هستید که در ذهن مخاطب می‌آیید، یعنی به موفقیت بزرگی در برندسازی رسیدید. یکی از اهداف ارتباطات بازاریابی، افزایش احتمال این است که مصرف‌کنندگان نام تجاری را در ذهن خود قرار دهند. به‌طور کلی یک مارک تجاری که از آگاهی بالایی (ملکه ذهن) برخوردار است به عنوان یک گزینه خرید واقعی در نظر گرفته می‌شود، به شرطی که مصرف‌کننده تمایل مطلوبی به نام تجاری داشته باشد. هنگامی که مصرف کنندگانبه دنبال خرید خود از بین برندهای رقیب یک گروه از محصولات هستند، آگاهی از اهمیت ویژه ای برخوردار است.

## پیامدهای بازاریابی از آگاهی از برند
آگاهی از نام تجاری با مفاهیم برانگیخته (به انگلیسی: evoked set) (تعریف شده به عنوان مجموعه ای از مارک‌هایی که مصرف‌کننده می‌تواند هنگام خرید در حافظه داشته باشد) و ملاحظات (به انگلیسی: consideration set) (به عنوان "مجموعه کوچکی از مارک‌ها که مصرف کننده به آنها توجه زیادی دارد") ارتباط دارد. هنگام تصمیم‌گیری برای خرید "). یکی از نقش‌های اصلی تبلیغات ایجاد آگاهی از نام تجاری و تصویر برند است، به منظور افزایش احتمال اینکه یک نام تجاری در مجموعه برانگیخته‌ها یا ملاحظات مصرف‌کننده قرار گرفته و مورد توجه قرار گیرد.

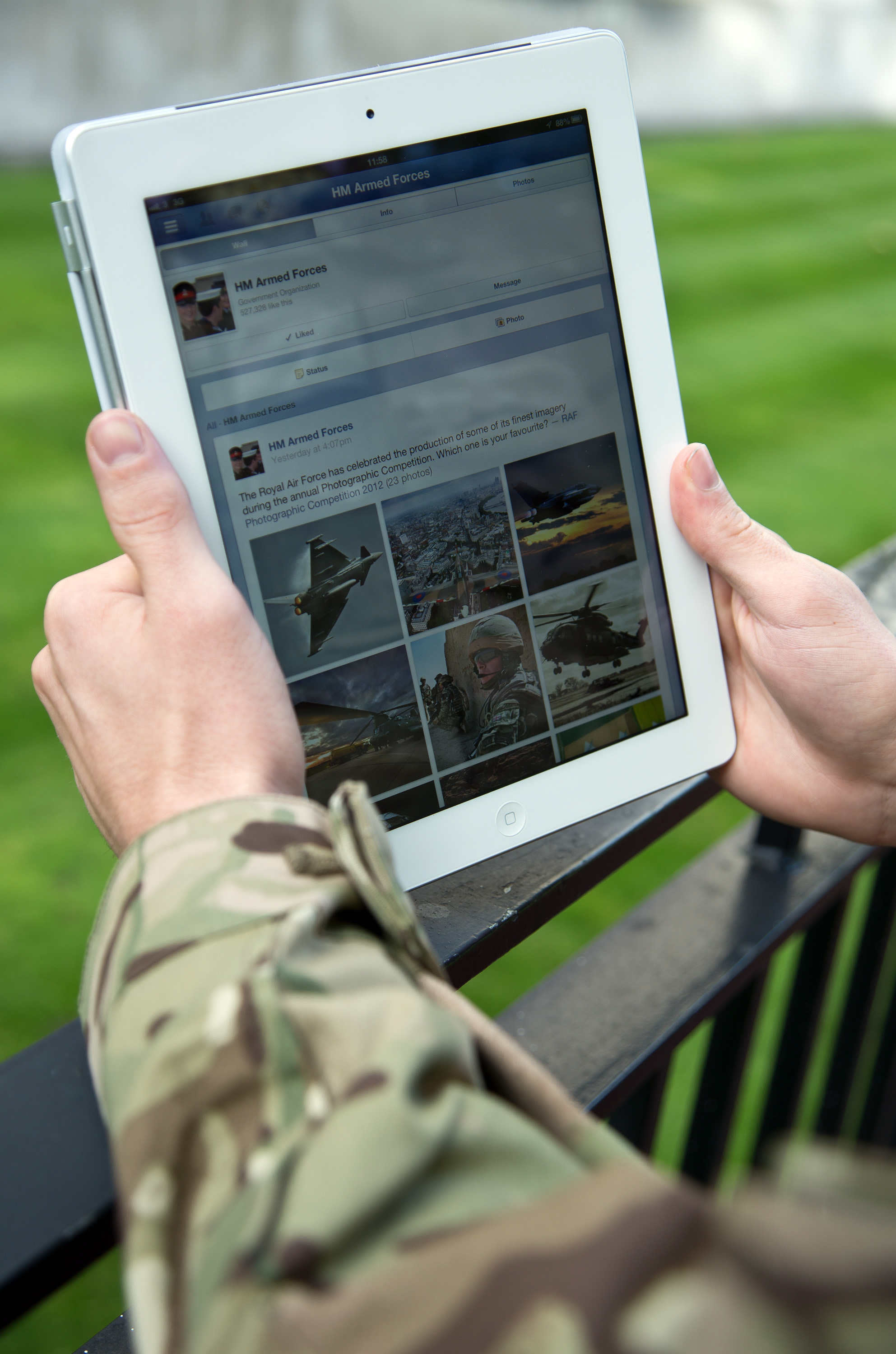
ظهور رسانه‌های دیجیتال و شبکه‌های اجتماعی روشی را که مصرف‌کنندگان برای اطلاعات محصول جستجو می‌کنند تغییر می‌دهد.

## اندازه‌گیری آگاهی از برند
برای اندازه‌گیری آگاهی از نام تجاری از دو نوع آزمون یاداوری استفاده می‌شود:

### تست‌های یادآوری بدون کمک (Unaided)
جایی که به پاسخ دهنده یک گروه از محصولات یا برند ارائه می‌شود و از او خواسته می‌شود تا آنجا که ممکن است برندهای تجاری را معرفی کند؛ بنابراین، آزمون یاداوری بدون کمک هیچ سرنخ یا نشانه ای را در اختیار مخاطب قرار نمی‌دهد. از آزمونهای یاداوری بدون کمک یا برای آزمایش یاداوری نام تجاری استفاده می‌شود.

### تست‌های یاداوری با کمک (aided)
جایی که از پاسخ دهنده در مورد نام تجاری درخواست می‌شود و می‌پرسد آیا آن را دیده‌اید یا در مورد آن شنیده‌اید. در برخی از آزمونهای یادآوری با کمک، ممکن است از پاسخ دهنده بخواهد آنچه در مورد مارک می دانیدرا توضیح دهید. برای توضیح بسته، رنگ، لوگو یا سایر ویژگی‌های متمایز. از آزمونهای یاداوری با کمک به منظور بررسی تشخیص برند استفاده می‌شود.
علاوه بر این، برای یادآوری تست‌ها، تحقیقات برند اغلب مجموعه ای از آزمایش‌ها را انجام می‌دهد، مانند آزمایش‌های مربوط به نام تجاری، نگرش به نام تجاری، تصویر نام تجاری، تسلط بر نام تجاری، ارزش نام تجاری، برجستگی برند و سایر معیارهای سلامت برند. اگرچه این آزمایش‌ها آشکارا آگاهی از برند را اندازه‌گیری نمی‌کنند، اما معیارهای کلی سلامت برند را ارائه می‌دهند و اغلب همراه با آزمایش‌های یاداوری نام تجاری مورد استفاده قرار می‌گیرند.
به عنوان مثال، برای اندازه‌گیری برجستگی برند، محققان محصولات را در یک قفسه در سوپر مارکت قرار می‌دهند و به هر برند فضای قفسه ای برابر می‌دهند. به مصرف‌کنندگان عکس‌هایی از قفسه نمایش داده می‌شود و از مصرف‌کنندگان می‌خواهند مارک‌های مورد توجه را نام ببرند. سرعتی که مصرف‌کنندگان یک نام تجاری خاص را معرفی می‌کنند، نشان دهنده جلوه بصری برند است. این نوع تحقیقات می‌تواند بینش‌های ارزشمندی در مورد اثربخشی طراحی بسته‌بندی و نشان‌های تجاری ارائه دهد.
معیارهای مورد استفاده برای اندازه‌گیری اثرات نام تجاری به‌طور کلی معیارهای AAU (آگاهی، نگرش و استفاده) نامیده می‌شوند.